# Federación Nacional Campesina del Paraguay
La Federación Nacional Campesina del Paraguay (FNC) es una organización campesina fundada en 1991. Ha sido fundamental para la conquista de al menos 300 mil hectáreas de tierra y la construcción de alrededor de 40 asentamientos campesinos.
La FNC convoca anualmente a una marcha campesina e indígena que convoca a familias enteras de múltiples lugares del país y finaliza en Asunción, donde se encuentran los representantes de los principales poderes del Estado. Algunas reivindicaciones defendidas por la organización históricamente han sido la industrialización del algodón y el subsidio a la producción de este, la apertura de mercado y precios justos para la producción campesina, tarifas sociales para el servicio de energía eléctrica. También han exigido una banca pública al servicio de la producción. 
Como parte de su demanda por una reforma agraria integral: tierra, salud, educación también han exigido el cese a los desalojos violentos contra comunidades campesinas e indígenas, práctica recurrente que hace parte de un histórico conflicto por la propiedad de la tierra en Paraguay.
También es reconocida de manera internacional como referente en Paraguay del cabildeo y la defensa de los derechos humanos por su acompañamiento a hombres y mujeres quienes en su lucha por la tierra han sido perseguidos judicialmente, criminalizados, y asediados mediante imputaciones, encarcelamiento y represión policial. Más de diez integrantes y líderes de la FNC han sido perseguidos y asesinados en distintos conflictos por el acceso a la tierra esto se evidenció en el Informe Chokokue 1989-2013, que resume las ejecuciones a referentes campesinos en Paraguay durante el periodo democrático.
Desde 2012 la Secretaria General de la FNC es Teodolina Villlalba, nacida en San Pedro de Ycuamandiyú, quien ha visibilizado el trabajo de las mujeres dentro de la organización, las cuales tienen prácticas propias familiares y comunitarias que interpelan los roles de hombres y mujeres dentro del trabajo cotidiano, así como en la familia y en la organización política.